# The Flash (film 1915)
The Flash è un cortometraggio del 1915 diretto da Otis Turner.

## Trama
Carl Bauer è un vecchio musicista cieco che vive con la figlia, un'infermeria che nutre, ricambiata, una simpatia per il dottor Harvey, un medico che lavora nel suo stesso ospedale. Qui viene ricoverata una donna accompagnata dal marito, Frank Hoag, il quale nota l'infermiera e cerca di conoscerla. Dopo qualche tempo, dopo che la moglie è morta in ospedale, mentre è per strada vede l'infermiera e si offre di accompagnarla a casa. Tempo dopo la ragazza chiede al dottor Harvey di interessarsi al caso del padre e, grazie anche a uno specialista, il padre viene operato agli occhi e sembra che l'operazione sia riuscita anche se, temporaneamente, deve tenere delle bende per non mettere a rischio i risultati dell'operazione. Harvey e l'infermiera incominciano a frequentarsi e Hoag casualmente lo scopre. Un giorno, mentre la ragazza aspetta che Harvey la passi a prendere, Hoag si reca a casa sua e, pensando che sia sola, l'aggredisce. Il padre che invece era in casa a dormire, svegliato dalle urla della figlia, si toglie le bende per aiutarla sperando di riuscire almeno a vedere qualcosa e, presa una pistola, spara a Hoag. Harvey che intanto stava arrivando, sentito lo sparo accorre in casa e trova Hoag morto e scopre che il vecchio, togliendosi prematuramente le bende, ha compromesso l'esito dell'operazione. Riabbracciata la ragazza, decide di prendersi cura di lei e del padre.

## Produzione
Il film fu prodotto dalla Rex Motion Picture Company ed è formato da due rulli.

## Distribuzione
Distribuito dalla Universal Film Manufacturing Company, il cortometraggio uscì nelle sale cinematografiche statunitensi il 7 febbraio 1915.